# Rogelio Minondo
Rogelio Minondo (Barracas, 15 de enero de 1902 – Adrogué, abril de 1987) fue un futbolista argentino que se desempeñó en los inicios del fútbol argentino de principios del siglo XX, en tiempos de transición entre el amateurismo y el profesionalismo. Fue reconocido por ser el preparador físico de Roberto Cherro y Carlos Wilson.

## Trayectoria
Nacido en el barrio porteño de Barracas el 9 de enero de 1902 pero fue anotado unos días después el 15 de enero en los registros. Rogelio Minondo fue un destacado jugador que inició su carrera futbolística en las divisiones inferiores del Talleres de Remedios de Escalada, donde formó una estrecha amistad con Natalio Perinetti, quien luego sería figura de Racing Club.
Ambos fueron incorporados al Racing Club a temprana edad y Minondo debutó en un encuentro amistoso en 1917, con tan solo 15 años. Durante su paso por el club disputó finales importantes como la Copa de Honor y la Copa Ibarguren 1917. Permaneció en Racing hasta 1918 y posteriormente regresó a Club Atlético Talleres (Remedios de Escalada).
En octubre de 1919 firmó con Adrogué, donde jugó en la división intermedia. Luego volvió nuevamente a Talleres.
En 1924, con Talleres de Remedios de Escalada, por muy poco no logró el ascenso a primera división, pero fue recién en la temporada siguiente cuando el club lo consigue, con Juan Perinetti como capitán. En la final contra San Telmo, Rogelio no participó, ya que según relató el periódico Crítica (periódico), cedió su lugar a un jugador uruguayo llamado Artigas, esa temporada Minondo jugó casi todos los partidos.
Posteriormente pasó a Temperley, luego a Banfield (según la prensa de la época), y finalmente a Sportivo Palermo, donde culminó su carrera en 1928, justo antes de la llegada del profesionalismo al fútbol argentino.

## Vida posterior
Tras su retiro, Rogelio continuó vinculado a Talleres de Remedios de Escalada y al deporte. Participó de varios partidos de veteranos. También se desempeñó como preparador físico de jugadores reconocidos como Roberto Cherro, quien recordaba que tenía la habilidad de patear una pelota de arco a arco en cancha de 11 sin que esta tocara el suelo. Otro destacado fue Carlos Wilson, quien se convertiría en otro gran amigo suyo, jugador que se destacó en Talleres de Remedios de Escalada y jugó en la selección argentina y Boca Juniors además del uruguayo "Carrera" entre otros.

### Club Ferroviario Presidente Perón
El Club Ferroviario "Presidente Perón" fue fundado en la ciudad de Remedios de Escalada en 1947 por Rogelio Minondo quien ejerció como presidente hasta el 1955. Su creación contó con la participación de numerosos trabajadores del ferrocarril, y durante su acto inaugural estuvo presente Eva Perón, en representación del gobierno nacional. Entre 1947 y 1955, el club alcanzó su mayor esplendor, contando con miles de socios. Se practicaban múltiples disciplinas deportivas, como fútbol, básquetbol, tenis, bochas, e incluso bowling, este último practicado por ingleses. En sus instalaciones se llegaron a disputar partidos de exhibición de alto nivel, incluyendo un encuentro protagonizado por el Club Atlético Boca Juniors.

## Palmarés

### Campeonatos nacionales
| Título                         | Club          | País      | Año  |
| ------------------------------ | ------------- | --------- | ---- |
| Primera División AFA           | Racing Club   | Argentina | 1917 |
| Copa Dr. Carlos Ibarguren      | Racing Club   | Argentina | 1917 |
| Copa Dr. Carlos Ibarguren      | Racing Club   | Argentina | 1918 |
| Primera División AFA           | Racing Club   | Argentina | 1918 |
| Segunda División AFA (Ascenso) | Talleres (RE) | Argentina | 1925 |